# 赫諾瓦 (克薩爾特南戈省)
14°37′N 91°50′W / 14.617°N 91.833°W
赫諾瓦（西班牙語：Génova），是危地馬拉的城鎮，位於該國西部，由克薩爾特南戈省負責管轄，面積234平方公里，海拔高度310米，2002年人口30,531，人口密度每平方公里130.47人。